# Ronde van Italië 2020/Eindstanden
Dit zijn de eindstanden van de Ronde van Italië 2020.

## Algemeen klassement
| Algemeen klassement |                        |                       |            |
| Plaats              | Naam                   | Ploeg                 | Tijd       |
| Roze trui           | Tao Geoghegan Hart     | Team INEOS Grenadiers | 85u40'21"  |
| 2                   | Jai Hindley            | Team Sunweb           | + 39"      |
| 3                   | Wilco Kelderman        | Team Sunweb           | + 1'29"    |
| 4                   | João Almeida           | Deceuninck–Quick-Step | + 2'57"    |
| 5                   | Peio Bilbao            | Bahrain McLaren       | + 3'09"    |
| 6                   | Jakob Fuglsang         | Astana Pro Team       | + 7'02"    |
| 7                   | Vincenzo Nibali        | Trek-Segafredo        | + 8'15"    |
| 8                   | Patrick Konrad         | BORA-hansgrohe        | + 8'42"    |
| 9                   | Fausto Masnada         | Deceuninck–Quick-Step | + 9'57"    |
| 10                  | Hermann Pernsteiner    | Bahrain McLaren       | + 11'05"   |
| 11                  | Domenico Pozzovivo     | NTT Pro Cycling       | + 11'52"   |
| 12                  | Rafał Majka            | BORA-hansgrohe        | + 20'31"   |
| 13                  | Sergio Samitier        | Movistar Team         | + 35'29"   |
| 14                  | James Knox             | Deceuninck–Quick-Step | + 37'41"   |
| 15                  | Brandon McNulty        | UAE Team Emirates     | + 38'10"   |
| 16                  | Aurélien Paret-Peintre | AG2R La Mondiale      | + 45'04"   |
| 17                  | Larry Warbasse         | AG2R La Mondiale      | + 53'25"   |
| 18                  | Ben Swift              | Team INEOS Grenadiers | + 57'36"   |
| 19                  | Antonio Pedrero        | Movistar Team         | + 59'36"   |
| 20                  | Ben O'Connor           | NTT Pro Cycling       | + 1u02'57" |
|                     |                        |                       |            |
| 28                  | Pieter Serry           | Deceuninck–Quick-Step | + 1u30'54" |

## Puntenklassement
| Puntenklassement |                    |                             |        |
| Plaats           | Naam               | Ploeg                       | punten |
| Paarse trui      | Arnaud Démare      | Groupama-FDJ                | 233    |
| 2                | Peter Sagan        | BORA-hansgrohe              | 184    |
| 3                | João Almeida       | Deceuninck–Quick-Step       | 108    |
| 4                | Filippo Ganna      | Team INEOS Grenadiers       | 87     |
| 5                | Josef Černý        | CCC Team                    | 78     |
| 6                | Andrea Vendrame    | AG2R La Mondiale            | 78     |
| 7                | Diego Ulissi       | UAE Team Emirates           | 77     |
| 8                | Simon Pellaud      | Androni Giocattoli-Sidermec | 70     |
| 9                | Tao Geoghegan Hart | Team INEOS Grenadiers       | 66     |
| 10               | Patrick Konrad     | BORA-hansgrohe              | 61     |
|                  |                    |                             |        |
| 11               | Victor Campenaerts | NTT Pro Cycling             | 58     |
| 13               | Wilco Kelderman    | Team Sunweb                 | 49     |

## Bergklassement
| Bergklassement |                      |                       |        |
| Plaats         | Naam                 | Ploeg                 | punten |
| Blauwe trui    | Ruben Guerreiro      | EF Education First    | 234    |
| 2              | Tao Geoghegan Hart   | Team INEOS Grenadiers | 157    |
| 3              | Thomas De Gendt      | Lotto Soudal          | 122    |
| 4              | Rohan Dennis         | Team INEOS Grenadiers | 119    |
| 5              | Ben O'Connor         | NTT Pro Cycling       | 71     |
| 6              | Jai Hindley          | Team Sunweb           | 71     |
| 7              | Wilco Kelderman      | Team Sunweb           | 55     |
| 8              | Filippo Ganna        | Team INEOS Grenadiers | 48     |
| 9              | Jonathan Castroviejo | Team INEOS Grenadiers | 45     |
| 10             | Einer Rubio          | Movistar Team         | 44     |

## Jongerenklassement
| Jongerenklassement |                        |                       |            |
| Plaats             | Naam                   | Ploeg                 | tijd       |
| Witte trui         | Tao Geoghegan Hart     | Team INEOS Grenadiers | 85u40'21"  |
| 2                  | Jai Hindley            | Team Sunweb           | + 39"      |
| 3                  | João Almeida           | Deceuninck–Quick-Step | + 2'57"    |
| 4                  | Sergio Samitier        | Movistar Team         | + 35'29"   |
| 5                  | James Knox             | Deceuninck–Quick-Step | + 37'41"   |
| 6                  | Brandon McNulty        | UAE Team Emirates     | + 38'10"   |
| 7                  | Aurélien Paret-Peintre | AG2R La Mondiale      | + 45'04"   |
| 8                  | Ben O'Connor           | NTT Pro Cycling       | + 1u02'57" |
| 9                  | Sam Oomen              | Team Sunweb           | + 1u03'46" |
| 10                 | Matteo Fabbro          | BORA-hansgrohe        | + 1u13'49" |
|                    |                        |                       |            |
| 19                 | Harm Vanhoucke         | Lotto Soudal          | + 2u55'25" |

1e etappe ·
2e etappe ·
3e etappe ·
4e etappe ·
5e etappe ·
6e etappe ·
7e etappe ·
8e etappe ·
9e etappe ·
10e etappe ·
11e etappe ·
12e etappe ·
13e etappe ·
14e etappe ·
15e etappe ·
16e etappe ·
17e etappe ·
18e etappe ·
19e etappe ·
20e etappe ·
21e etappe
Startlijst · Eindstanden · Afbeeldingen
 winnaars · 
roze trui · 
  puntenklassement · 
  bergklassement · 
 jongerenklassement · 
 intergiro · 
 ploegenklassement · 
 strijdlust · 
 zwarte trui
Giro d'Italia Next Gen · Giro Donne · Cima Coppi
 Belgische rozetruidragers · etappewinnaars
 Nederlandse rozetruidragers · etappewinnaars
Mannen:
1909 · 
1910 · 
1911 · 
1912 · 
1913 · 
1914 · 
1919 · 
1920 · 
1921 · 
1922 · 
1923 · 
1924 · 
1925 · 
1926 · 
1927 · 
1928 · 
1929 · 
1930 · 
1931 · 
1932 · 
1933 · 
1934 · 
1935 · 
1936 · 
1937 · 
1938 · 
1939 · 
1940 · 
1946 · 
1947 · 
1948 · 
1949 · 
1950 · 
1951 · 
1952 · 
1953 · 
1954 · 
1955 · 
1956 · 
1957 · 
1958 · 
1959 · 
1960 · 
1961 · 
1962 · 
1963 · 
1964 · 
1965 · 
1966 · 
1967 · 
1968 · 
1969 · 
1970 · 
1971 · 
1972 · 
1973 · 
1974 · 
1975 · 
1976 · 
1977 · 
1978 · 
1979 · 
1980 · 
1981 · 
1982 · 
1983 · 
1984 · 
1985 · 
1986 · 
1987 · 
1988 · 
1989 · 
1990 · 
1991 · 
1992 · 
1993 · 
1994 · 
1995 · 
1996 · 
1997 · 
1998 · 
1999 · 
2000 · 
2001 · 
2002 · 
2003 · 
2004 · 
2005 · 
2006 · 
2007 · 
2008 · 
2009 · 
2010 · 
2011 · 
2012 · 
2013 · 
2014 · 
2015 · 
2016 · 
2017 · 
2018 · 
2019 · 
2020 · 
2021 · 
2022 · 
2023 · 
2024 · 
2025
Vrouwen:
1988 · 
1989 · 
1990 · 
1991 ·
1992 ·
1993 · 
1994 · 
1995 · 
1996 · 
1997 · 
1998 · 
1999 · 
2000 · 
2001 · 
2002 · 
2003 · 
2004 · 
2005 · 
2006 · 
2007 · 
2008 · 
2009 · 
2010 · 
2011 · 
2012 ·
2013 · 
2014 ·
2015 ·
2016 ·
2017 ·
2018 ·
2019 ·
2020 ·
2021 ·
2022 ·
2023 ·
2024 ·
2025